# Euthalia
Euthalia es un género de  mariposas de la familia Nymphalidae (subfamilia Limenitidinae), cuenta con 63 especies reconocidas científicamente.

## Especies
- Euthalia aconthea (Cramer, 1777)
- Euthalia adonia (Cramer, 1780)
- Euthalia agniformis (Fruhstorfer, 1906)
- Euthalia agnis (Vollenhoven, 1862)
- Euthalia alpherakyi (Oberthür, 1907)
- Euthalia alpheda (Godart, [1824])
- Euthalia amanda (Hewitson, 1858)
- Euthalia anosia (Moore, 1858)
- Euthalia aristides (Oberthür, 1907)
- Euthalia bunzoi (Sugiyama, 1996)
- Euthalia chayuensis
- Euthalia confucius (Westwood, 1850)
- Euthalia djta (Distant & Pryer, 1887)
- Euthalia duda (Staudinger, 1855)
- Euthalia durga
- Euthalia eriphylae de Nicéville, 1891
- Euthalia formosana Fruhstorfer, 1908
- Euthalia franciae (Gray, 1846)
- Euthalia garuda
- Euthalia guangdongensis (Wu, 1994)
- Euthalia hebe (Leech, 1891)
- Euthalia heweni (Huang, 2002)
- Euthalia hoa
- Euthalia ipona (Fruhstorfer, 1913)
- Euthalia irrubescens (Grose-Smith, 1893)
- Euthalia kameii (Koiwava, 1996)
- Euthalia kanda Moore, 1859
- Euthalia khama Alphéraky, 1898
- Euthalia kardama (Moore, 1859)
- Euthalia kosempona (Fruhstorfer)
- Euthalia khambounei
- Euthalia koharai
- Euthalia lubentina (Cramer, 1777)
- Euthalia lusiada (C. & R. Felder, 1863)
- Euthalia mahadeva (Moore, 1859)
- Euthalia malaccana Fruhstorfer, 1899
- Euthalia malapana Shirozu & Chung, 1958
- Euthalia masumi
- Euthalia merta (Moore, 1859)
- Euthalia monina (Fabricius, 1787)
- Euthalia mingyiae (Huang, 2002)
- Euthalia nais (Forster, 1771)
- Euthalia nara Moore, 1859
- Euthalia niepelti (Strand, 1916)
- Euthalia omeia (Leech, 1891)
- Euthalia pacifica (Mell, 1934)
- Euthalia patala (Kollar, 1844)
- Euthalia perlella (Chou & Wang, 1994)
- Euthalia phemius (Doubleday, 1848)
- Euthalia pratti (Leech, 1891)
- Euthalia purchella (Lee, 1979)
- Euthalia pyrrha
- Euthalia sahadeva (Moore, ?1861)
- Euthalia sakota
- Euthalia staudingeri (Leech, 1891)
- Euthalia strephon
- Euthalia strephonida
- Euthalia telchinia (Ménétriés, 1857)
- Euthalia thibetana (Poujade, 1885)
- Euthalia tsangpoi (Huang, 1999)
- Euthalia undosa (Fruhstorfer, 1906)
- Euthalia Whiteheadi (Crowley, 1900)
- Euthalia yasuyukii (Yoshino, 1998)

## Localización
Las especies de mariposa de este género se encuentran distribuidas en el sudeste de Asia y Australasia. 